# 宮師雄一
宮師 雄一 (みやし ゆういち、1964年9月24日 - ) は、東京都出身のアートディレクター、グラフィックデザイナー、ブランディングデザイナー。

## 経歴[1]
- 1964年東京生まれ
- 1986年株式会社ダイアモンドヘッズ入社　グラフィックデザイナーとして始動
- 1990年株式会社ダイアモンドヘッズ退社
- 1991年有限会社タイクーングラフィックス設立
- 2014年有限会社タイクーングラフィックス解散
- 2014年株式会社サイモンアンドブラザーズ設立

## 著書
- G-MEN（リトルモア） ISBN 978-4947648358
- A&D SCAN タイクーングラフィックスの仕事と周辺（六耀社） ISBN 978-4897373140

## 受賞歴[2]
- 第78回ニューヨークADC「BIG MAGAZINE」金賞
- 第78回ニューヨークADC「BOYCOTT MOVIE」銀賞
- 第76-79回ニューヨークADC賞受賞
- 毎日デザイン賞部門賞
- iF「huug」
- GOOD DESIGN AWARD 「Shiro Ao」

## 主な仕事[3][4][5][6]

### 音楽関係　アートディレクション/グラフィックデザイン担当アーティスト
- 安室奈美恵
- 嵐
- イエローモンキー
- 今井美樹
- EXILE
- AKB48

- エレファントカシマシ
- KAT-TUN
- 久保田利伸
- Crystal Kay
- globe
- GEISHA GIRLS
- 桑田佳祐
- サザンオールスターズ
- 三代目J Soul Brothers
- JUDY AND MARY
- SMAP
- SPEED
- CHARA

- テイトウワ
- T.M.Revolution
- TRF
- 中島美嘉
- bird
- 布袋寅泰
- hitomi
- hiro
- PUFFY
- BUMP OF CHICKEN
- BOOM BOOM SATELLITES
- 前田敦子
- 槇原敬之
- 矢沢永吉
- ゆず
- RED WARRIORS
- Uru
- コブクロ
- 他多数

### クライアントリスト
- レクサス
- トヨタ自動車株式会社
- 楽天トラベル
- 森ビル
- オリックス不動産株式会社
- 東武鉄道株式会社
- 住友商事株式会社
- 株式会社乃村工藝社
- J. フロント リテイリング株式会社
- 株式会社パルコ
- 西武百貨店
- 株式会社東武百貨店
- 株式会社三越伊勢丹
- ソニー株式会社
- 株式会社東芝
- 日本電気株式会社
- 株式会社NTT ドコモ
- Dior
- LVMH
- 株式会社カネボウ化粧品
- 株式会社ワールド
- 株式会社三陽商会
- 株式会社ジュン
- 株式会社ユナイテッドアローズ
- 株式会社ビームス
- キリンビバレッジ株式会社
- アサヒビール株式会社
- エイベックス
- ユニバーサル ミュージック合同会社
- 株式会社ワーナーミュージック・ジャパン
- 株式会社ソニー・ミュージックエンタテインメント
- 株式会社トイズファクトリー
- キングレコード株式会社
- 経済産業省
- 文部科学省
- 文化庁
- 国土交通省
- 観光庁

### ブランディング
- 表参道ヒルズ
- amadana
- 永樂屋
- ザッパラス